# Anja Harms
Anja Harms (auch Anja Harms-Zundel) (geboren 1960 in Bad Homburg vor der Höhe) ist eine deutsche Grafikdesignerin und Buchkünstlerin.

## Künstlerischer Werdegang
Anja Harms studierte Kommunikationsdesign an der Hochschule für Gestaltung Offenbach am Main. Unter anderem studierte sie dort bei Theophil Zwang.
Von 1986 bis 2001 war Harms Mitglied der Künstlerinnengruppe Unica T, mit der sie erste Künstlerbücher und Ausstellungen realisierte. Zur Künstlerinnengruppe gehörten auch Ines von Ketelhodt, Uta Schneider und Ulrike Stoltz. Anja Harms ist Mitglied der Buchkünstlergruppe 13+
Seit 1988 unterhält Harms ein eigenes Atelier in Oberursel und arbeitet als frei schaffende Grafikdesignerin für Verlage und Museen, vorwiegend in den Bereichen Umschlaggestaltung und Buchgestaltung.
Harms macht seit 1986 Künstlerbücher. Sie setzt, druckt und bindet ihre Bücher selbst.
Seit 2011 arbeitet Harms mit dem Bildhauer Eberhard Müller-Fries zusammen. Die beiden veranstalten regelmäßig gemeinsame Ausstellungen.

## Werk

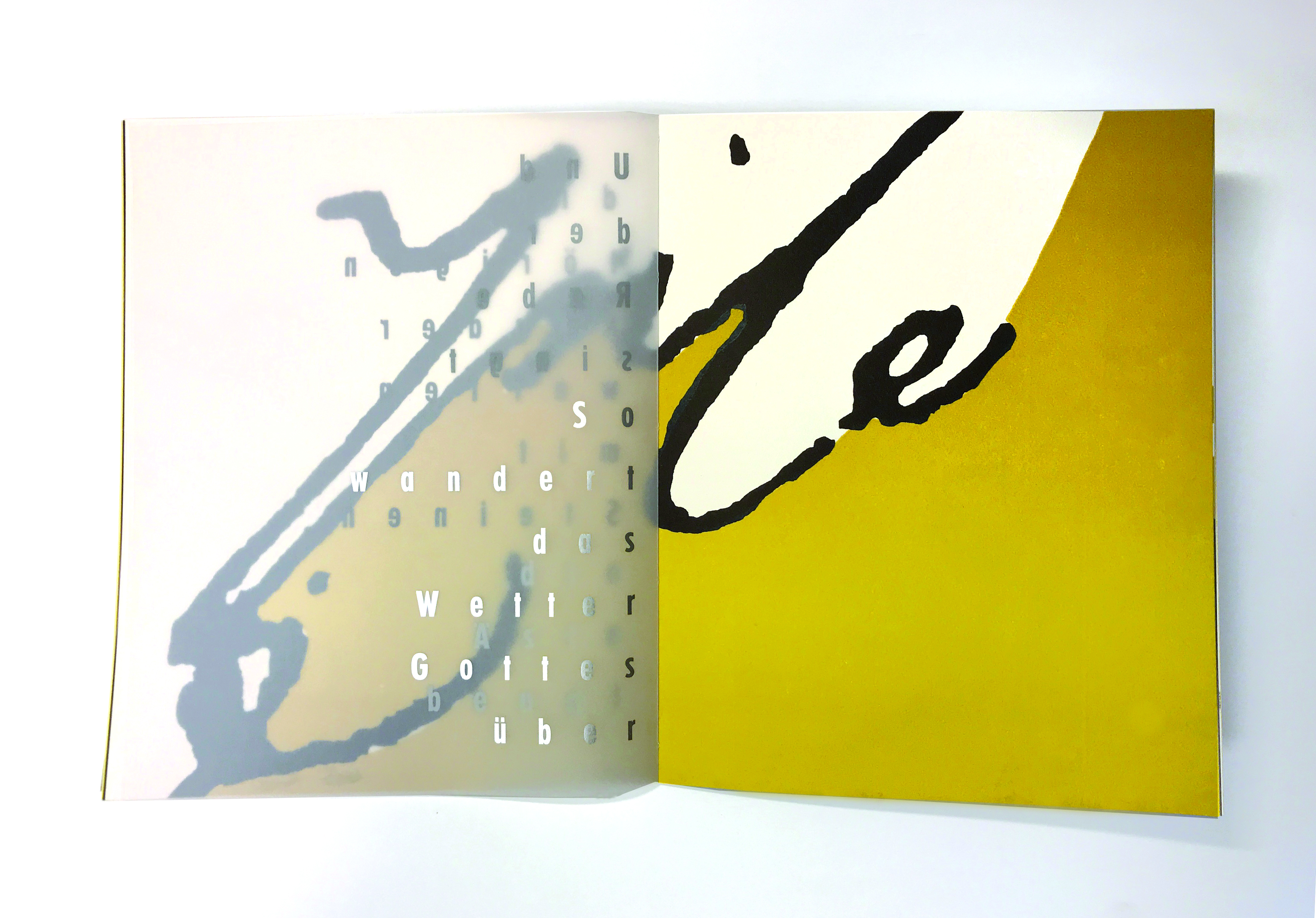
Anja Harms: »Sybille« (2020). Mit einem Text von Friedrich Hölderlin.

Bei den bisher über 50 veröffentlichten Künstlerbüchern von Anja Harms kommen unterschiedliche Materialien zum Einsatz wie Japanpapier, handgeschöpftes Kupferdruckbütten, Holz, Filz, Acrylglas, Packpapier, Karbon, Edelstahl. Die Arten der Bindung reichen vom auf echte Bünde gehefteten Buchblock über japanische Bindung, Leporellos bis hin zu experimentellen Buchformen. Die Bücher sind von Hand gesetzt und im Buchdruck hergestellt. Die bevorzugte graphische Technik ist der Linolschnitt, oft auch in Kombination mit anderen Techniken wie Collage, Holzschnitt oder Radierungen.
Charakteristisch für Harms' Buchgestaltungen sind abstrakte Linien und Flächen, mit kontrastreichen Linolschnitten, Collagen und in Szene gesetzten Texten. Ihre Bücher zeichnen sich durch perfekte Ausführung und subtile, textbezogene Formgestaltungen aus. Die Künstlerin hat eine Vorliebe für Lyrik von Hans Arp, Paul Celan, Ingeborg Bachmann, Christian Morgenstern und 'poetisch magische' Texte, zum Beispiel Goethes 'Zauberlehrling'.
Die Auflage der Bücher beträgt in der Regel 25 Exemplare. Käufer sind bibliophile Sammler, Bibliotheken und Museen.

Anja Harms, Künstlerbuch »Krähe bring mir meine Tränen« (2010) mit einem Text aus dem »Kalevala«.

Einige Künstlerbücher von Harms überschreiten die Grenze des Buches in den skulpturalen Raum, sie lassen sich beispielsweise kulissenartig aufstellen. Einige als Leporello gebundene Bücher können durch die ziehharmonikaartige Faltung bis auf eine Länge von fast 10 Metern aus einem normalen Buchformat herausgezogen und aufgestellt werden. Bei den meisten Leporello-Büchern stehen die einzelnen Seiten zwar für sich, ergeben aber häufig ein gemeinsames großes Bild.

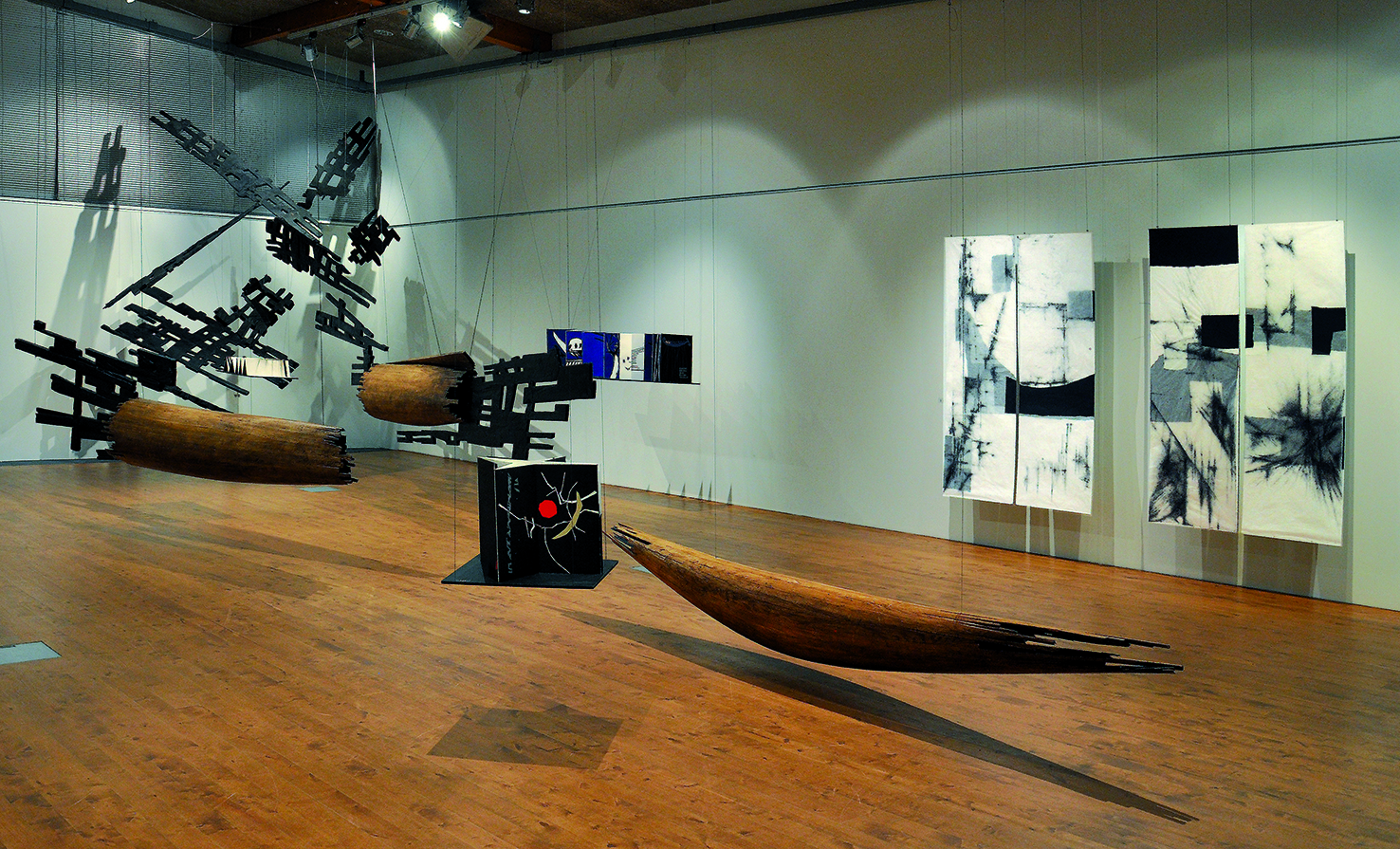
»Kalevala«-Ausstellung 2019 in der Stiftung Juminkeko (Kuhmo, Finnland).

Zwischen 2010 und 2014 veröffentlichte Anja Harms drei Künstlerbücher mit Texten aus dem finnischen Epos „Kalevala“. Ausgehend von der Bildsprache dieser Bücher entstanden in Zusammenarbeit mit Eberhard Müller-Fries große hölzerne Skulpturen, unter anderem mit archaischen Bootsformen. Daraus entwickelten Harms und Müller-Fries zwei Ausstellungen in Finnland (Turku, Kuhmo) sowie über 20 Ausstellungen (Stand 2022) in Deutschland, die Buchobjekte und Künstlerbücher gemeinsam im Raum in Szene setzen.
Die Szenographie jeder Ausstellung wird von den beiden gemeinsam entworfen und realisiert. Im Klingspor-Museum richteten sie 2014 ihre Ausstellung rund um das Kalevala-Epos ein und schafften einen der fantasie- und anspruchsvollsten Raum-Buch-Skulpturen-Körper, den das Museum gesehen hat.
Im (räumlichen) Mittelpunkt dieser Ausstellungen stehen große Objekte aus Holz und oft auch aus Papier (“Buchskulpturen”), die von Harms und Müller-Fries gemeinsam hergestellt wurden. Gemeinsam heißt hier, dass nicht der Bildhauer die Skulpturen und die Buchkünstlerin die Papierarbeiten geschaffen hat, sondern dass beide diese Werke komplett gemeinsam realisiert haben. Neben diesen gemeinsamen Objekten zeigen die Ausstellungen auch Malerei, Druckgrafik und Künstlerbücher von Harms bzw. Müller-Fries.

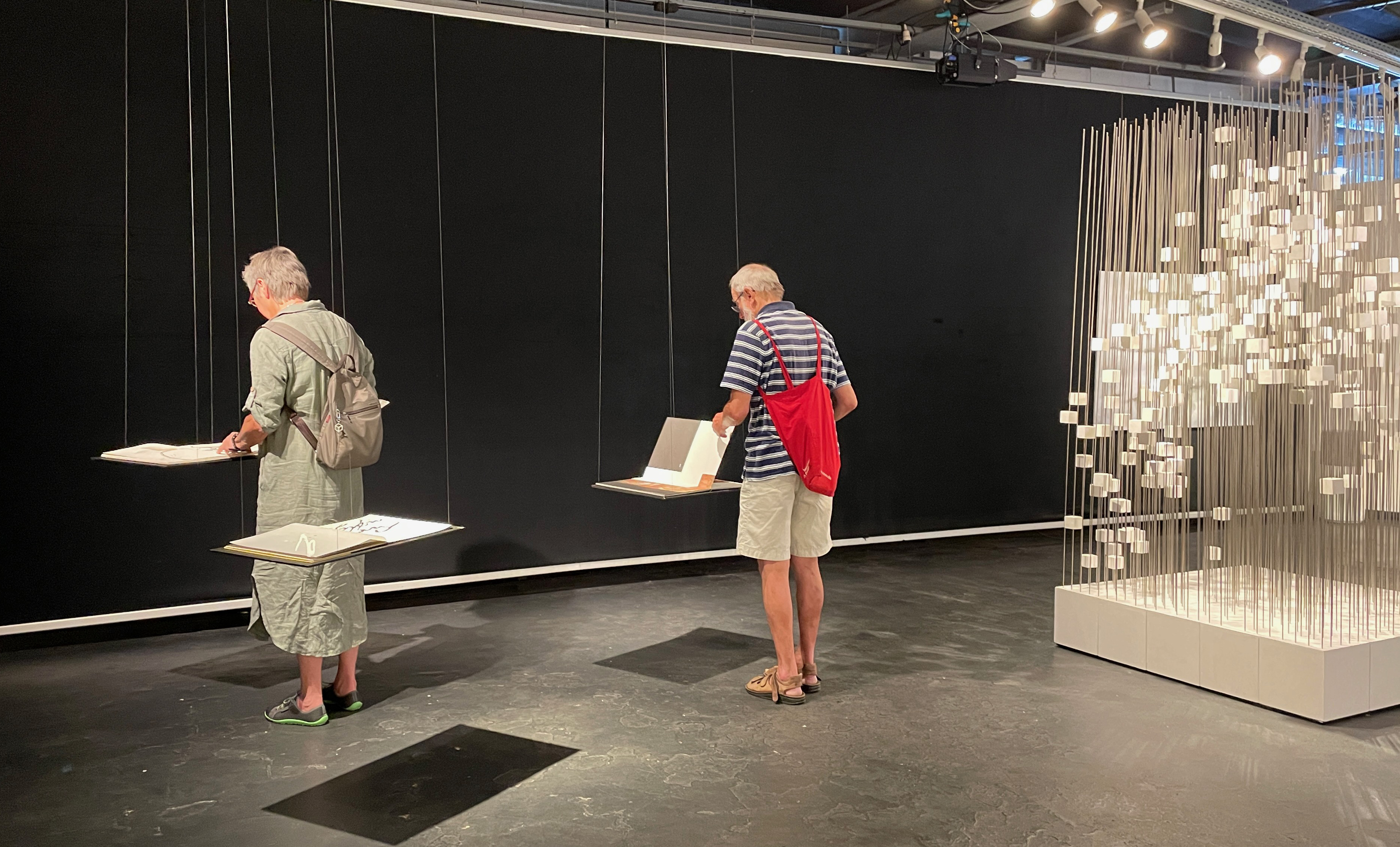
Hölderlin-Ausstellung Raum greift aus uns (Bad Homburg, 2022)

Die Künstlerbücher liegen in diesen Ausstellungen nicht wie üblich in Vitrinen, sondern sind frei im Raum arrangiert. Die Besucher können sie von allen Seiten betrachten, anfassen und durchblättern.
Auf diese Weise ... offenbaren sich die Bücher umfassend, gleichermaßen in ihrer räumlichen Dimension wie auch in ihrer Fragilität. Sie können durchgeblättert und gelesen und rundum erfasst werden. Der Erlebnischarakter resultiert aus dem als Gesamtinstallation konzipierten Arrangement.

## Auszeichnungen
Harms wurde mit mehreren Prämierungen der Stiftung Buchkunst im Wettbewerb „Die schönsten deutschen Bücher“ und mit Silber- und Bronzemedaillen im internationalen Wettbewerb „Schönste Bücher aus aller Welt“ prämiert. Zusammen mit der Künstlerinnengruppe Unica T erhielt Harms den 1. Preis des Walter-Tiemann-Preises. Sie gewann die Ausschreibung für das Corporate Design für das Haus der Geschichte Baden-Württemberg in Stuttgart und den Wettbewerb für die Gesamtgestaltung der „Kleinen Reihe“ der Büchergilde Gutenberg. Die Künstlerbücher zur Kalevala gaben den Ausschlag, dass Harms zum Ehrenmitglied der Kalevala-Gesellschaft in Helsinki ernannt wurde.

## Werke

### Künstlerbücher
Alle Bücher (bis auf Verwehendes Nichts / Günter Eich) sind im Katalog der Deutschen Nationalbibliothek nachgewiesen.
- 1986: Acht Fabeln des Äsop. Federzeichnungen, Fotosatz, Offset, Pappband. 36 Seiten, 12 cm × 21 cm.
- 1988: Der Oberaffe / Manfred Kyber. Tuschezeichnungen, Fotosatz, Offset, Leporello in Halbgewebedecke. 26 Seiten.
- 1988: Das patentierte Krokodil / Manfred Kyber. Tuschezeichnungen, Fotosatz, Offset, Leporello in Halbgewebedecke. 26 Seiten.
- 1988: Josua Kragenknopf und Jesaja Krallenbein / Manfred Kyber. Tuschezeichnungen, Fotosatz, Offset, Leporello in Halbgewebedecke. 26 Seiten.
- 1989: Marhala / diverse Autoren. Farbholzschnitte, Handsatz, Buchdruck, Halbgewebeband, Werkdruckbütten und Transparentpapier. 48 Seiten, 22,5 cm × 18 cm.
- 1990: Durchbrüche/Durchblicke / Paul Celan. Farbholz- und Linolschnitte, Handsatz und Buchdruck, Halbgewebeband, Werkdruckbütten. 60 Seiten, 14 cm × 26 cm.
- 1991: Dachbewohner / Paul Celan. Linolschnitt, Leporello.
- 1992: Elf Kraniche / aus: Shinkokin-wakashū. Kaltnadelradierung mit Linolschnitt, Palmblattbindung, Edelstahldeckel.
- 1993: Peleus / diverse Autoren. Zweifarbige Linolschnitte, Handsatz, Buchdruck, Leporello in schwarzer Ganzgewebedecke, Werkdruckbütten. 42 cm × 18 cm bzw. 42 cm × 9,72 m breit.
- 1994: Mondsand / Hans Arp. Zweifarbiger Linolschnitt, Leporello. 24 cm × 24 cm bzw. 24 cm × 672 cm.
- 1995: Für Felix / Christian Morgenstern. Scherenschnitte auf Holz als Kopie, Handsatz, Buchdruck, Leporello in Decke, Papiereinband, 26 Seiten, 14 cm × 11 cm.
- 1995: Nachtvögel / Hans Arp. Mehrfarbige Papierschnitte und Collagen, Handsatz, Buchdruck, schwarzes Papier, Leporello, Deckel mit Collagen, 18 Seiten, 11 cm × 40 cm.
- 1995: Richtbaum / Hans Arp. Mehrfarbige Papierschnitte und Collagen, Handsatz, Buchdruck, grün bedrucktes Papier, Leporello, Deckel mit Collagen. 18 Seiten, 11 cm × 40 cm.
- 1996: Purusha / diverse Texte. Zeichnungen gedruckt von Nyloprint-Klischees, Handsatz, Buchdruck, zweiseitiges Leporello in Gewebedecke aus Gaze, 38 g/m² Japan- und Himalayapapiere. 32 Seiten, 42 × 15 cm,
- 1996: Die Zauberinnen / Theokrit. Collage, Fotosatz, Siebdruck, Leporello kombiniert mit Palmblattbindung, schwarze Pappe und Transparentpapier. 17 cm × 68 cm.
- 1997: Lied der vier Winde / ägyptischer Sargtext. Collagen, Handsatz, Buchdruck, flexibler Gazeband, Transparentpapier und Zerkall Werkdruckbütten, Kassette mit Gazeüberzug und Collage. 56 Seiten, 37,5 cm × 23 cm.
- 1998: Lied der irischen Amergin. Linolschnitte schwarz und weiß, Handsatz, Buchdruck, Leporello in einer Ganzgewebedecke. 10 Seiten, 11 cm × 31,5 cm.
- 1998: Zyklus / diverse Autoren. Linolschnitt, dreiteiliges Leporellobuch in Kassette. Handsatz, Buchdruck, Transparentpapier, dreiteiliges Leporellobuch in weißer Kassette. Oberursel 1998.
- 1999: Mein ist das Geheimnis. Linolschnitte, geprägte Schrift, blaues Heft, 17 g/m² Japanpapier, 56 Seiten, schwarze Mappe mit vier Deckeln, jeder Deckel überzogen mit einem Linolschnitt auf Japanpapier. 23,5 cm × 14 cm.
- 1999: Birke / diverse Texte. 20 farbige Linolschnitte, Handsatz, Buchdruck, verschiedene Papiere, mit mehrfarbigem Linolschnitt bedruckter Ganzgewebeband. 100 Seiten, 21 cm × 37,5 cm.
- 2000: Wind / diverse Autoren. Linolschnitt, Fadenheftung.
- 2000: Nacht / diverse Autoren. Linolschnitt, Fadenheftung.
- 2001: Stein / Paul Celan. Farbiger Linolschnitt, Fadenheftung.
- 2002: Worte / Hans Arp. Linolschnitt, Fadenheftung, Ganzgewebeband.
- 2002: Wasser / Bibel (Buch Hiob). Linolschnitt, japanische Bindung, Alupapier, Edelstahldeckel.
- 2003: Verwandlung / Gertrud Kolmar, Annette von Droste-Hülshoff. Linolschnitt, sechsteiliges Leporellobuch mit eingehefteten Lagen in Kassette.
- 2004: Weiß und leicht / Paul Celan. Eingelegte Papierschnitte, Linolschnitt, japanische Bindung.
- 2005: Kürze / Christian Morgenstern. Mehrfarbiger Linolschnitt, Heißfolienprägung, Leporello in Halbgewebeband.
- 2005: Göttinnen umgeben / Hans Arp. Linolschnitt, Collage, japanische Bindung, Ganzgewebedecke.
- 2006: Singendes Blau / Hans Arp. Mehrfarbiger Linolschnitt, Buch im Buch.
- 2007: Unwesen und Treiben verwirrter Engel / Hans Arp. Collage, Linolschnitt, Blindprägung, Leporello in Ganzleinenband. 33 cm × 36 cm bzw. 33 cm × 792 cm.
- 2008: Der Zauberlehrling / Johann Wolfgang Goethe. Linolschnitt, Collage, Leporello aus Altarfalzbögen.
- 2009: Nebelland / Ingeborg Bachmann. Linolschnitt, Collage, japanische Bindung mit satiniertem Acrylglas.
- 2010: Krähe, bring mir meine Tränen / aus: Kalevala. Linolschnitt, Collage mit finnischer Papierbirke, Leporello mit eingehefteten Lagen. 25 cm × 34 cm, ausgezogen 34 cm × 450 cm.
- 2011: Felsenmond / aus: Kalevala. Linolschnitt, Collage, Leporello mit drei eingehefteten Lagen und drei Altarfalzbildern.
- 2012: Wasser und Feuer / Paul Celan. Linolschnitte, Acrylmalerei, Collagen, Leporello. 45 cm × 35 cm bzw. 45 cm × 560 cm.
- 2013: Neunmond / Johannes Bobrowski. Linolschnitte, Collagen, fadengeheftet mit fünfteiligem Buchdeckel.
- 2014: Einsam nahen uns die Nächte / Kalevala. Linolschnitte, Collage, Leporello mit Altarfalz. 55 cm × 18 bzw. 55 cm × 216 cm.
- 2015: Untergegangen im Meer / Ingeborg Bachmann. Linolschnitte, Collagen, geheftet auf echte Bünde, Buchblock lose in dreiteiliger Mappe.
- 2016: Wenn einer fortgeht / Ingeborg Bachmann. Linolschnitte, Materialdruck, japanische Bindung mit schweren Filzdeckeln.
- 2017: Verwehendes Nichts / Günter Eich[18], Su Shi u. a.. Deutsch / Englisch / Chinesisch. Leporello mit eingearbeiteten Karbonstäben, Acrylglasdeckel. Farbige Kaltnadelradierungen, handgeschöpftes Kupferdruckbütten. Handsatz, Buchdruck, blindgeprägter englischer und chinesischer Text.[19]
- 2018: Eulenkind / Clemens Brentano: Kaltnadelradierungen, kombiniert mit Linolschnitten, Schmetterlingsbindung, Halbgewebeband.
- 2019: Pferd im Licht des Mondes / Alberto Blanco. Farbradierung kombiniert mit Linolschnitt, Leporello kombiniert mit Schmetterlingsbindung, Ganzgewebeband.
- 2020: Sibylle / Friedrich Hölderlin. Farbige Linolschnitte, gedruckt auf handgeschöpftes Kupferdruckbütten kombiniert mit Transparentpapier, Halbgewebeband.
- 2021: Mnemosyne / Friedrich Hölderlin. Acrylmalerei, Linolschnitte, Schmetterlingsbindung.
- 2022: Im Reich der Interpunktionen / Christian Morgenstern. Mehrfarbige Linolschnitte, gedruckt auf handgeschöpftes Kupferdruckbütten, Leporello. 26 cm × 27,5 cm bzw. 26 cm × 440 cm.
- 2023: Die Drude / Gertrud Kolmar. Mehrfarbige Linolschnitte, gedruckt auf handgeschöpftes Kupferdruckbütten, Ganzgewebekassette.
- 2024: Der große Alk / Gertrud Kolmar. Mehrfarbige Linolschnitte, Lagen aus Transparentpapier, Kassette (Leinenüberzug).
- 2025: Die siebente Rose/La septième rose / Yvan Goll. Leporello in Ganzgewebemappe mit Holzstegen. 44 Seiten, 14,5 × 30,5 cm. 25 Exemplare.

### Buchskulpturen mit Eberhard Müller-Fries
- 2011: Aus dem Meer / Paul Celan. Feuergeschwärztes Holz, Collagen und Papierschnitte. Vier Unikate. Höhe maximal 180 cm.
- 2012: Fragmente 1 + 2 / Maulana Rumi. Eichenholz und Papier. Höhe 250 cm.
- 2013: Flügelnacht / Paul Celan. Leporello in Blöcken aus historischen Fachwerkbalken (Eiche). Höhe 45 cm.
- 2013: Stehen im Schatten / Paul Celan. Leporello in Stahlrahmen. Höhe 100 cm.
- 2014: Schiffsholz für den Sänger / Kalevala. Kaltnadelradierungen auf 3 Leporellos (Kupferdruckkarton, schwarzes Himalayapapier). Höhe 150 cm.
- 2014: Vogelstraßen / Johannes Bobrowski. Leporello (farbige Kaltnadelradierungen, Kupferdruckkarton, Buchdeckel aus Stahlblech). Höhe 150 cm.
- 2015: Lied vom Meer / Rainer Maria Rilke. Stahlrahmen mit großformatigem Buchobjekt (farbige Kaltnadelradierungen, Buchdeckel aus schwarzem Holz mit Einlagen aus Stahl). Höhe 230 cm.
- 2015: Meer / Erich Fried. Leporello (farbige Kaltnadelradierung, geätzter Stahldeckel). Höhe 35 cm.
- 2015: The Seafarer 1-5. Fünf Holzformen, die sich jeweils aus einem Leporello heraus in den Raum ausdehnen. Höhe 180 cm.
- 2016: Mit erdwärts gesungenen Masten / Paul Celan. Bootsförmige hölzerne Skulpturen auf einer Schwimmkonstruktion. Höhe 500 cm.
- 2016: Auf der Klippe / Paul Celan. Holzform, die sich aus einem Leporello heraus in den Raum ausdehnt. Höhe 60 cm.
- 2017: Flüstergalerie 1-3 / Ernst Jandl. Leporellos schwebend im Stahlrahmen. Höhe 220 cm.
- 2018: Jolifanto Bambla / Hugo Ball. Feuergeschwärztes Eichenholz, Papier. Höhe 70 cm.
- 2019: Wind nun wiege mir den Segler / Kalevala. Leporello kombiniert mit Altarfalz. 180 cm.
- 2020: Wie Wolken um die Zeiten legt / Friedrich Hölderlin. 360 dünne Stahlstäbe mit jeweils einem kleinen Holzwürfel, Grundlage der Anordnung ist der QR-Code des Hölderlin-Textes. Höhe 300 cm.

## Ausstellungen (Auswahl)
Anja Harms veranstaltete eine Reihe von Ausstellungen gemeinsam mit Eberhard Müller-Fries, beteiligte sich als Mitglied an Ausstellungen der Künstlergruppen „Unica T“ und „13+“ sowie an zahlreichen weiteren Ausstellungen im In- und Ausland:

### Einzelausstellungen
- 2002: Gaze, Arp und Leporello. Galerie Druck & Buch, Tübingen.
- 2002: Ideen zwischen Buchdeckeln. Stadtbücherei Heidelberg
- 2005: Künstlerbücher von Anja Harms. Bibliothek des Städelschen Kunstinstituts, Frankfurt am Main.
- 2005: Durchblicke. Hessische Landesbibliothek, Wiesbaden.
- 2006: Anja Harms – Kunst der Buchkunst. Klingspor-Museum, Offenbach am Main.
- 2017: Anja Harms – Dreißig Jahre Künstlerbücher. Galerie Druck & Buch, Wien.

### Ausstellungen Harms/Müller-Fries
- 2012: Aus dem Meer. Galerie Druck & Buch, Tübingen.
- 2012: Feuernetze – Künstlerbuch und Skulptur. Schwerpunkt „Kalevala“. Galerie Artlantis, Bad Homburg.
- 2013: „Aufgestellt – Buchskulpturen / Aufgemacht – Künstlerbücher“, 30. Baden-Württembergische Literaturtage in Wiesloch.
- 2013: … Wir fingen den Schattenfisch, seht! Galerie Druck & Buch, Wien.
- 2014: Finnland.cool. Kunstwerke zum Kalevala im Pavillon des Gastlands Finnland der Frankfurter Buchmesse 2014.
- 2014: Schiffsholz für den Sänger – das Kalevala-Projekt. Raumgreifende BuchSkulpturen, Klingspor-Museum, Offenbach am Main.
- 2015: Worte von Wunderwanderungen. Herzog August Bibliothek, Wolfenbüttel.
- 2015: Aus dem Meer. Hafenmuseum Speicher XI, Bremen.
- 2016: Rainer Maria Rilke • Lied vom Meer, Galerie Artlantis, Bad Homburg.
- 2016: Uraltes Wehn vom Meer. Städtische Galerie Speyer.
- 2016: Mit erdwärts gesungenen Masten. Städtische Kunstsammlungen Limburg.
- 2017: Meerwind bei Nacht. Kunststation Kleinsassen.
- 2017: Kalevala – Artists Books. Stadtbibliothek Turku, Finnland.
- 2018: Überwuchert von Worten. Galerie Das Bilderhaus, Frankfurt am Main.
- 2018: Unverhofft blühen Worte um Worte auf. Städtische Galerie Eichenmüllerhaus, Lemgo.
- 2018: ... Sind Sie die Flüstergalerie. Neuer Kunstverein Gießen.
- 2018: Flügelnd im Liederwind. Galerie Kunstforum Seligenstadt.
- 2019: Die Bilder der Buchkünstler IX. Klingspor Museum, Offenbach am Main, und Stadtwerke Offenbach (SOH).
- 2019: Wind nun wiege mir den Segler. Stiftung Juminkeko, Kuhmo, Finnland.
- 2020: Wenn über dem Weinberg es flammt. Werner Reimers Stiftung, Bad Homburg v. d. Höhe.
- 2020: Darf man ...? Galerie im Kornhaus, Leutkirch im Allgäu.
- 2022: Durch den sich Vögel werfen. Kunstverein Coburg.
- 2022: Raum greift aus uns. Galerie Artlantis, Bad Homburg v. d. Höhe.
- 2022: Wie ist doch alles weit ins Bild gerückt. Landesbibliothek Oldenburg.

### Gruppenausstellungen
- 1996: Unica T: zehn Jahre Künstlerbücher. Museum für Kunsthandwerk, Frankfurt am Main.
- 2002: Einblicke/Insights. Zeitgenössische Künstlerbücher aus Deutschland, Ausstellung der Gruppe 13+ in Tokio.
- 2002: Zu guter Letzt: Ein Abschied. Abschiedsausstellung von Unica T im Klingspor-Museum, Offenbach am Main
- 2003: 13+ Zeitgenössische Künstlerbücher aus Deutschland. Ausstellung der Gruppe 13+ im Print Center Philadelphia, (USA).
- 2006: 13+. Zeitgenössische Künstlerbücher aus Deutschland. Toyota Municipal Museum of Art, Japan.
- 2007: Blickwinkel. Galerie Druck & Buch, Tübingen.
- 2007: 13+. Zeitgenössische Künstlerbücher aus Deutschland. Ausstellung in der San Francisco Public Library, Vereinigte Staaten von Amerika.
- 2008: 13+. Zeitgenössische Künstlerbücher aus Deutschland. Ausstellung im Salfeldsche Palais, Quedlinburg.
- 2009: 13+. Zeitgenössische Künstlerbücher aus Deutschland. Ausstellung in der Kunst- und Museumsbibliothek der Stadt Köln.

### Ausstellungsbeteiligungen
- 2004: In den Raum. Künstlerbücher von Anja Harms und Plastiken von Barbara Isabella Bauer-Heusler. BuchKunstBuch Greifenstein, Burgmuseum Greifenstein.
- 2006: 8. Buchkunsttriennale »Druck und Buch«. Germanisches Nationalmuseum, Nürnberg.
- 2010: No translation required / Übersetzung überflüssig. Klingspor-Museum, Offenbach am Main; Hochschule für bildende Künste Braunschweig; Savannah College of Art and Design (SCAD), Atlanta, Vereinigte Staaten von Amerika.
- 2011: Karlsruher Bücherschau. Galerie Druck & Buch, Tübingen.
- 2011: Fine and dirty. Contemporary Letterpress Art. Minnesota Center for Book Arts (MCBA), Minneapolis, Vereinigte Staaten von Amerika.
- 2011: Ulysses. Ausstellung der Sammlung Leo Koenders mit Künstlerbüchern zu James Joyce. Neue Sächsische Galerie Chemnitz.
- 2012: Turn over – Bitte umblättern. Galerie Druck & Buch, Tübingen.
- 2012: Zeitgenössische Buchkunst. Lyrik Kabinett, München.
- 2012: Fine and dirty. Contemporary Letterpress Art. Scripps College Claremont, Kalifornien, Vereinigte Staaten von Amerika.
- 2012: Kosmisch – Buchkunst zu Goethe. Klingspor-Museum, Offenbach am Main.
- 2012: 9. Internationale Buchkunstbiennale Horn. Horn, Österreich.
- 2012: Fine and dirty. Contemporary Letterpress Art. Center for Book Arts, New York, Vereinigte Staaten von Amerika
- 2014: 2013 ohne Grenzen. Galerie Druck und Buch, Wien.
- 2014: Haute couture für Bücher. 1000 Jahre Einbandkunst. 2014: Ausstellung in der Württembergischen Landesbibliothek, Stuttgart.
- 2014: Unikat – Unicum. Künstlerbücher. Graphische Sammlung der Schweizerischen Nationalbibliothek, Bern.
- 2015: Handpressen oder die Kunst handwerklicher Buchgestaltung. Galerie Handwerk, München.
- 2015: Time in – Zeit im Künstlerbuch. Galerie Druck & Buch, Wien.
- 2015: Handverlesen. Künstlerbücher der Universitätsbibliothek Frankfurt am Main, Klingspor-Museum, Offenbach am Main.
- 2016: Hessens schönste Seiten. Klingspor-Museum, Offenbach am Main.
- 2016: Leporello! Galerie Druck & Buch, Wien.
- 2016: Quartett / art_lex. experimental literature & art. Museum Schloss Burg.
- 2016: Reading with the senses. LUCAD, Lesley University, Cambridge (Massachusetts).
- 2020: Wahrlich! Es ist Himmelsvorgenuss. Klingspor-Museum, Offenbach am Main.
- 2020: Auenkunst 2020. Skulpturenpfad. Massenheim (Bad Vilbel).
- 2022: In honour of Korea. Arbeiten aus der Sammlung des Klingspor-Museums Offenbach, Culture Factory, Cheongju, Südkorea.

## Werke in öffentlichen Sammlungen
Die Künstlerbücher von Anja Harms sind international in öffentlichen Sammlungen vertreten. Die wichtigsten sind:
Tate Gallery und Victoria & Albert Museum in London, Printing Museum in Tokio, Bibliothek des Museum of Modern Art in New York City, Nationalbibliotheken in Luxemburg, Bern, Wien, Paris, Harvard University Library in Cambridge (Massachusetts), Universitätsbibliotheken in Wien und Basel, Landesbibliotheken in Hamburg, Wiesbaden, Dresden, Stuttgart (17 Werke) und München, Herzog August Bibliothek in Wolfenbüttel, Museum Meermanno in Den Haag, Deutsches Buch- und Schriftmuseum in Leipzig, Deutsches Literaturarchiv Marbach, Klingspor-Museum in Offenbach.

## Veröffentlichungen
- Anja Harms, Eberhard Müller-Fries: Zu den Sternen siehe. Ausstellungen und Projekte zu Friedrich Hölderlin 2020–2021. Oberursel: 2021.[24]
- Anja Harms, Eberhard Müller-Fries: Das Lied vom Meer. Ausstellungen und Projekte von 2015 bis 2019. Oberursel 2019.[25]
- Anja Harms: Künstlerbücher 2013 bis 2019. Oberursel 2019.[26]
- Anja Harms, Eberhard Müller-Fries: Meerwind bei Nacht. Ausstellungskatalog Kunststation Kleinsassen. Hofbieber-Kleinsassen: Kunststation Kleinsassen 2017.[27]
- Anja Harms, Eberhard Müller-Fries: Das Kalevala-Projekt. Deutsch/Englisch. Oberursel 2015.[28]
- Anja Harms, Eberhard Müller-Fries: Buchskulpturen / BookSculptures. Deutsch/Englisch. Herausgeber: Galerie Druck&Buch, Wien, und Klingspor Museum, Offenbach. Offenbach: Klingspor Museum, 2013.[29]
- Anja Harms: Künstlerbücher 2002 bis 2012. Deutsch/Englisch. Oberursel 2012.[30]

## Film
- Kurzfilm Feuernetze. Künstlerbuch und Skulptur  auf Youtube. Abgerufen am 29. Januar 2023.